# Xiaojing
Xiaojing chiń. upr. 孝经; chiń. trad. 孝經; pinyin Xiàojīng – starożytny chiński traktat filozoficzny, będący częścią Trzynastoksięgu konfucjańskiego.
Jest to nieduży tekst (około dwóch tysięcy znaków chińskich), podzielony na 9 rozdziałów (quan) i 18 sekcji (chang 章, przy czym podział nie jest równomierny, to znaczy nie zawsze przypadają dwie sekcje na rozdział). Każda sekcja to osobny dialog lub kontynuacja dialogu poprzedniego; 10 sekcji kończy się cytatem z Shijing, jedna – z Shangshu, a pozostałe nie mają cytatu kończącego. Księgę otwiera krótki wykład Konfucjusza na temat cnoty nabożności synowskiej (xiao), po którym następują dialogi między Konfucjuszem a jego uczniem Zengzi, a które wyjaśniają i rozwijają koncepcje wcześniej poruszane. To skupienie na jednym temacie (xiao) odróżnia Xiaojing od innych tekstów, w szczególności od bardzo zbliżonej stylistycznie sekcji Zengziwen w Księdze Rytuału (Liji). O ile w Liji filozofowie rozprawiają także o ceremoniach i rytuałach, w Xiaojing mowa jest wyłącznie o cnocie xiao, o tym, jak praktykowali ją dawni władcy-mędrcy i jak winna być ona praktykowana we współczesnych Konfucjuszowi i Zengzi czasach upadku i chaosu.
Ze względu na fakt, że w tekście pojawiają się wyłącznie Konfucjusz i Zengzi, jeden z jego najbliższych uczniów, pierwotnie uważano, że jeden z nich był autorem lub że Konfucjusz ułożył i wygłosił pouczenia, które Zengzi spisał. W okresie między Han a Tang przeważał pogląd, że dzieło spisali uczniowie obu filozofów; w epoce Song uznano, że tekst pochodzi wyłącznie spod pędzla uczniów Zengzi – Zhu Xi zwrócił uwagę, że Xiaojing zawiera cytaty z Zuozhuan, więc musi być odeń późniejszy. Najpóźniejszą pewną datą wyznaczającą czas powstania Xiaojing jest 239 r. p.n.e., kiedy to skompilowano encyklopedię Lüshi Chunqiu, a która zawiera cytaty z Xiaojing.
Do najważniejszych komentarzy do Xiaojing należą Zheng Xuan xiaojing (鄭注孝經), przypisywany Zheng Xuanowi, zachowany do dziś w postaci dwóch manuskryptów z Dunhuangu, datowanych na lata 860–873, oraz Zheng Xuan xiaojing (孔安國傳), przypisywany Kong Anguo. Pierwszy reprezentuje tradycję tzw. „nowych tekstów” (jinwen), czyli klasyków odtworzonych z pamięci po paleniu ksiąg w III w. i zapisanych w zmodernizowanym piśmie, drugi tradycję „starych tekstów”, pochodzących z kopii, które miały zostać ukryte i później odnalezione, zapisanych w znakach używanych przed dynastią Qin. Kolejnym ważnym komentarzami była przedmowa i komentarz cesarza Tang Xuanzonga, które nakazał on wyryć, wraz z tekstem właściwej księgi, na steli w cesarskim uniwersytecie w Chang’an – od tej wersji tekstu, zwanej Shitai xiaojing (石臺孝經), pochodzi większość współczesnych wydań.
W czasach cesarstwa Xiaojing był wysoko cenioną książką, szczególnie wpływową w okresie dynastii Han. Sytuacja zmieniła się w XX w., podczas ruchów modernizacyjnych, szczególnie Ruchu Czwartego Maja, gdy nowocześni myśliciele (zwłaszcza Wu Yu, 1871–1949) krytykowali cnotę nabożności synowskiej, nakazującą w razie potrzeby, by dzieci poświęciły wszystko dla rodziców, jako źródło zacofania Chin, tak w sferze społecznej, jak i technologicznej.